# Гельмерсен, Григорий Петрович
Григо́рий Петро́вич Ге́льмерсен (нем. Gregor von Helmersen; 29 сентября (11 октября) 1803, Дукерсгоф, вблизи Дерпта, Лифляндская губерния — 3 (15) февраля 1885, Санкт-Петербург) — основоположник русской школы геологической картографии, генерал-лейтенант инженерного корпуса, горный инженер, директор Горного института (1856—1872), академик Императорской Петербургской академии наук с 1850 года.

## Биография
Родился 29 сентября (11 октября) 1803 года в семье лифляндского барона на русской службе Петра Фёдоровича Гельмерсена (Peter Bernhard von Helmersen; 03.06.1775 — 08.09.1860); мать — Augusta Sophia von Sivers (29.01.1778 — 20.06.1863). 
Первоначальное образование получил в Санкт-Петербурге в Главном немецком училище св. Петра (1808—1811). Затем учился в пансионе Муральта.
В 1825 году окончил Императорский Дерптский университет со степенью кандидата. В 1826—1830 годах состоял на службе в Министерстве финансов Российской империи. В 1830 году был командирован за границу, где до конца 1832 года занимался изучением геологии и горного дела в Берлине, Гейдельберге, Бонне и Фрейберге, а также посетил горную часть Германии, Австрии и Северной Италии. По возвращении в Россию в 1834 году был зачислен в Корпус горных инженеров, а через несколько месяцев Гельмерсен был командирован на Урал.
В 1835—1838 годах учился в Корпусе горных инженеров, по окончании которого был назначен профессором кафедры геологии.
С этого времени начинается непрерывный ряд его путешествий с целью исследования геологического строения и полезных ископаемых России и зарубежья. К этому же времени относится начало его преподавательской деятельности. В 1841 году Гельмерсен создал первую геологическую карту европейской части России. В 1842 году Гельмерсен определён консерватором Геологического музея Академии наук.
В 1843 году ему была присуждена Демидовская премия Академии наук за составление первой геологической карты Европейской части Российской империи.
В 1844 году избран адъюнктом по кафедре геодезии и палеонтологии. В 1847 году избран экстраординарным, а в 1850 году — ординарным академиком Петербургской академии наук.
В 1856—1872 годах — директор Горного института.
В 1865 году за составление уточнённой, полной геологической карты Европейской части Российской империи Г. П. Гельмерсену была вручена Золотая Константиновская медаль — высшая награда Императорского Русского географического общества.
В 1882 году Гельмерсен был назначен директором Императорского Геологического комитета, в организации которого он принимал самое деятельное участие.
В продолжение 60 лет своей научной и педагогической деятельности Гельмерсен принимал участие в изучении Урала, Алтая и горных районов Киргизии. Его имя связано с изучением каменноугольных месторождений Московского, Донецкого и Домбровского бассейнов, торфяников Курляндской губернии, буроугольных месторождений Киевской, Херсонской, Гродненской губерний, месторождений железных и медных руд Подмосковья, Донецкого бассейна, Олонецкой и Санкт-Петербургской губерний, соляных озёр, грязевых вулканов и нефтяных месторождений Таманского и Керченского полуостровов, месторождений янтаря на побережье Балтийского моря, Псковского озеро и реки Нарова. Благодаря его исследованиям была открыта первая в Санкт-Петербурге артезианская скважина.
Гельмерсен являлся почётным членом многих российских университетов и зарубежных научных сообществ включая Лондонское, Венское, Берлинское географические общества (16 российских и 9 иностранных). Дерптский университет 1 апреля 1878 года присовил ему звание почётного доктора минералогии и геогнозии.
В честь 50-летнего юбилея его научной деятельности была учреждена премия Академии Наук имени Г. П. Гельмерсена, вручаемая за выдающийся вклад в развитие геологии, а сам Г. П. Гельмерсен был награждён орденом Святого Александра Невского.
Скончался 3 (15) февраля 1885 года в Санкт-Петербурге. Похоронен в Дерпте на кладбище Св. Иоанна.
Именем Гельмерсена назван (в 1930-х годах) остров у западного побережья Новой Земли (пролив Костин Шар) и остров в Таймырском озере.

## Научные труды

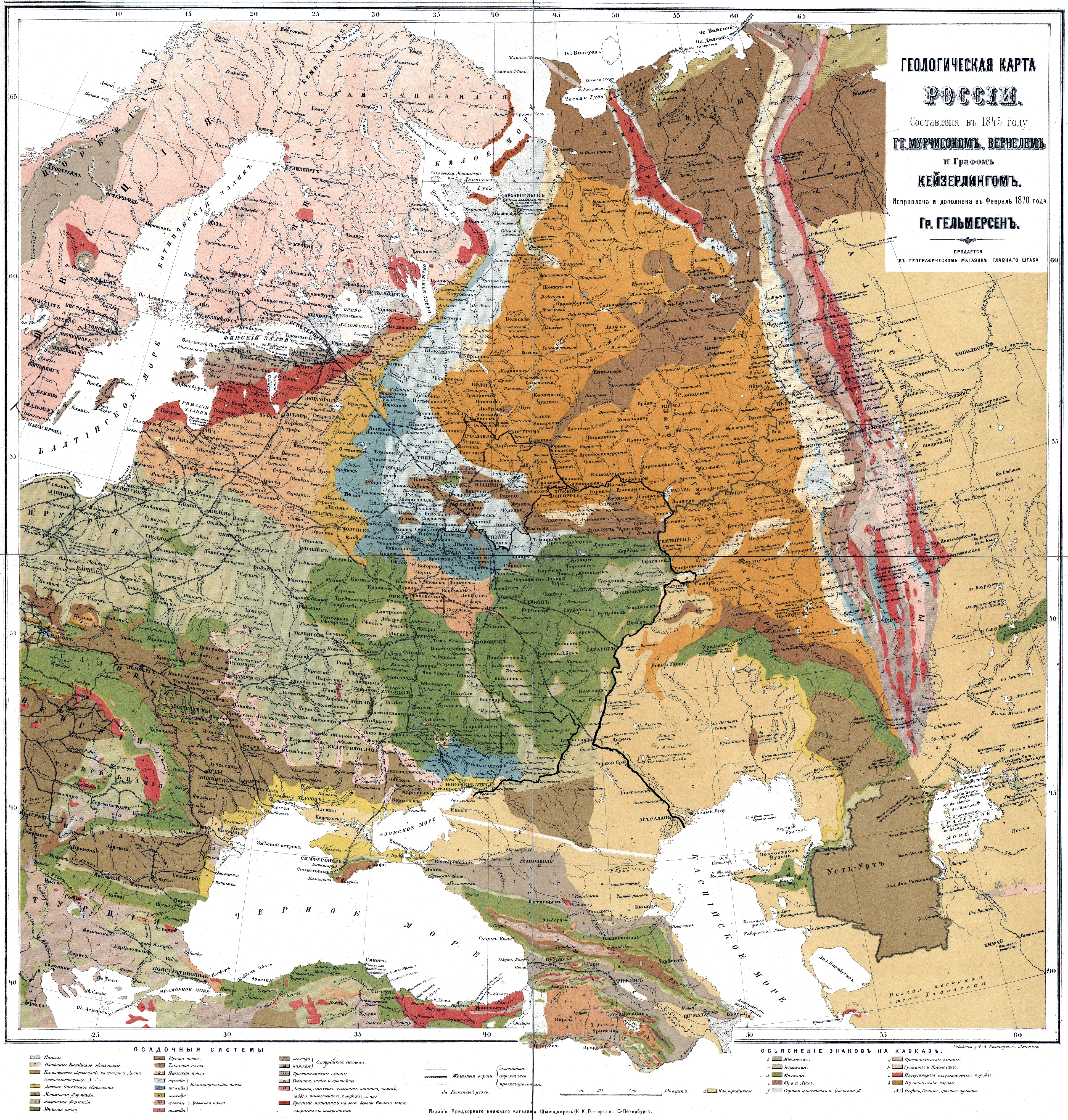
Геологическая карта России, 1845

Полный список научных трудов Г. П. Гельмерсена опубликован в «Горном журнале» (1878 г., т. 2), «Записках Минералогического общества» (2 сер., т. XIV, ст. А. И. Кеппена), в «Известиях Геологического комитета» (1885 г., № 3), число которых превышает 130.
Основные научные работы
- Генеральная карта горных формаций Европейской России // Горный журнал, 1841. — № 4. — Прил. № 1.
- Общая карта золотых промыслов Восточной Сибири с прибавлением в увеличенном масштабе карт важнейших золотоносных округов или систем Енисейской губернии. Масштаб 250 вёрст в 1 дюйме. — СПб., 1845.
- Reise nach dem Ural und der Kirgisensteppe in den Jahren 1833 und 1835 / von Gr. v. Helmersen. — St. Petersburg: Buchdr. der K. Akad. der Wissenschaften. — Bd. 1., 1841. — 238 S.: 3 K.
- Reise nach dem Ural und der Kirgisensteppe in den Jahren 1833 und 1835 / von Gr. v. Helmersen. — St. Petersburg: Buchdr. der K. Akad. der Wissenschaften. — Bd. 2., 1843. — VI, 243 S.: 2 taf., 1 K.
- Reise nach dem Altai im Jahre 1834 ausgeführt. — St.-Ptb.: Akad. Wis., 1848. VIII, 286, [1] S.: Kart. (Beiträge zur Kenntniss Russischen Reiches und der angränzenden Länder Asiens; Bd. 14.).
- Aulosteges variabilis, ein neuer Brachiopode, aus dem Zechstein Russlands // Bull. Acad. sci. St.-Ptb.; cl. phys.-math, 1848. T. 6. — № 9. — Col. 135—144; № 13. — Col. 208.
- Опыты над теплопроводностью некоторых горнокаменных пород // Горный журнал,1948. — Кн 4. — С. 14—20: табл.
- Die Salzseen Bessarabiens und der Einbruch des Schwarzen Meeres und dieselben im Jahre 1850 // Bull. Acad. sci. St.-Ptb.; Cl. phys.-math, 1856. — T. 17. — № 24/25. — P. 369—397: Kart.
- Геогностическое исследование девонской полосы средней России от р. Западной Двины до реки Воронежа // 3аписки РГО. — Кн. 11, 1856. — С. 3—59.
- О медленном поднятии берегов Балтийского моря и действии на них волн и льда // Горный журнал, 1857. — № 3. — С. 363—397.
- Geologische Bemerkungen auf einer Reise in Schweden und Norwegen. St.-Ptb.: Akad. Wis., 1858. — 43 S.: Taf. (Mem. Acad. Sci. St.-Ptb.; T. 6).
- Об артезианских колодцах вообще и в России в особенности // Месяцеслов на 1861 г. — СПб., 1860. — Прил. — С. 6—20: ил.
- О геогностическом горизонте и относительной древности каменного угля в Подмосковном крае // Горный журнал, 1861. — Кн. 2. — С. 193—222.
- Der Peipussee und die obere Narova // Beiträge zur Kenntniss des Russischen Reiches und der angränzenden Länder Asiens. — Bd. 24. — St.-Ptb.: Akad. Wiss., 1864. — S. 1—88.: 1 Kart.
- Донецкий каменноугольный кряж и его будущность в промышленном отношении // Горный журнал, 1865. — № 1. — С. 89—119; №. 2. — С. 355—385.
- «О геологических исследованиях на Урале в 1865 г.» (там же, 1866, т. IV);
- Das Vorkommen und die Entstehung der Riesenkessel in Finnland // Mém. Acad. sci. — St.-Ptb. — Sér. 7, 1867. — T. 11. — P. 1—13.
- Studien über die Wanderblöcke und die diluvialgebilde Russlands. — St.-Ptb.: Acad. sci., 1869. — 137, [2] S.: 10 Taf. (Mém. Acad. sci.: St.-Ptb. — 7e sér.; T. 14. — № 7).
- Geologische und physico-geographische Beobachtungen im Olonezer Bergrevier. — St.-Ptb., 1882. [4], 416 S.: 63 il.: 1 Kart. (Beiträge zur Kenntniss des Russischen Reiches und der angränzenden Länder Asiens. Folge 2; Bd. 5).

## Семья
Жена — Аграфена Яковлевна (урожд. Кошелева;, 04.06.1813 — 12.04.1893) [1,2,3], дочь отставного подполковника Якова Николаевича Кошелева (1772 — после 1828) и Charlotte von Helmersen (23.02.1797 — ?), родителями которой были: Пётр фон Гельмерсен (Peter Gotthard von Helmersen; 28.04.1753 — 03.03.1805) и баронесса Шарлотта-Августа фон Лёвенвольде (Charlotte Auguste von Löwenwolde; 20.08.1775 — 31.05.1834).
Их сын Василий (1838—1887).